# Ludwig Psenner (Politiker)
Ludwig Psenner (geb. 29. Mai 1834 in Bozen; gest. 5. Februar 1917 in Wien) war ein österreichischer Beamter, Fotograf, Politiker (CS), Fachschriftsteller und antisemitischer Publizist.

## Leben
Ludwig Psenner war der Sohn des Malers Anton Psenner. Er studierte Jus an der Universität München und der Universität Innsbruck, wo er 1861 sub auspiciis Imperatoris promovierte. 1858–1864 war er Beamter in der niederösterreichischen Statthalterei und führte daneben ab 1862 ein Fotoatelier in Wien.

Seit den 1880er Jahren wurde er eine wichtige Figur des politischen Katholizismus in Österreich, als dessen bedeutender Vordenker Karl von Vogelsang (1818–1890) gilt. Psenner wurde 1882 Mitglied des Österreichischen Reformvereins, einer antiliberalen und stark antisemitischen Organisation des gewerblichen Mittelstandes. 1884 übernahm er von Karl von Zerboni als Eigentümer, Herausgeber und Redakteur dessen Wochenzeitung „Volksfreund“, die bis zur Gründung der „Reichspost“ das einzige christlichsoziale Sprachrohr blieb. Von nun an wurden in dieser Zeitung sozialdarwinistische Theorien, unterlegt mit vagen theologischen Gedanken, veröffentlicht. Mit einem christlichen Antisemitismus sollte den „zersetzenden“ Einflüssen des „jüdischen Finanzkapitals“ Einhalt geboten werden, wobei Psenner sich den Tag zurückwünschte, an welchem es noch keine „jüdischen Irrlehren“ und Professoren gegeben habe und die Jugend, das Handwerk und die Presse vor der „Schmutzkonkurrenz“ der „asiatischen Fremdlinge“ Schutz gefunden hätten. Der Historiker Werner Jochmann hebt – dabei einen der Briefe Psenners zitierend – hervor: 

„Der Priester [sic!] Ludwig Psenner hatte keinerlei Bedenken, mit dem Atheisten Marr zusammenzuarbeiten. Er bedankte sich vielmehr für die ‚ausgezeichneten Artikel, die hier allerseits außerordentlichen Beifall finden und meinem Blatte vorwärtshelfen.‘“

Nach dem Scheitern des Reformvereins infolge von Auseinandersetzungen mit den Deutschnationalen gründete Psenner 1887 mit dem Politiker Ernst Schneider (1850–1913) und dem Seelsorger Adam Latschka (1847–1905) den Christlichsozialen Verein, dessen Präsident er war, und von dem die spätere Christlichsoziale Partei ihren Namen hat bzw. aus dem diese hervorging. Der auf dem „Boden der katholischen Kirche“ stehende neue Verein (H. Moritz) bildete vorübergehend die gemeinsame Plattform aller antiliberalen Kräfte (Demokraten, Dt.Nationale, Antisemiten, Christlichsoziale) in Wien. Bei der Versammlung des Christlichsozialen Vereins 1887 waren auch der ungarische Kleriker Franz Komlossy (1853–1915) und der Reichsratsabgeordnete (und spätere Wiener Bürgermeister) Karl Lueger (1844–1910) zugegen, und es wurden antisemitische Hetzreden gehalten. Ludwig Psenner verfasste 1896 das erste von der Parteileitung empfohlene christlichsoziale Programm.
Aufgrund eines Augenleidens zog er sich allmählich von der Tagespolitik zurück. Von 1897 bis 1910 führte er den Franziskanerkeller in Wien. Ab 1911 erhielt er eine Ehrenpension der Gemeinde Wien.
Ludwig Psenner war verheiratet und hatte zwei Söhne. Ihm wurde ein Ehrengrab auf dem Wiener Zentralfriedhof gewidmet.

## Publikationen (Auswahl)
- Die Rettung aus dem socialen Elend. (7 Bände, 1894–1897)
- Christliche Volkswirtschaftslehre für Freunde des Volkes. 3 Teile in 3 Bänden. Graz und Leipzig: Ulrich Moser 1907–1908
- Religion und Volkswohl oder Volkswirtschaftliches Leben seit der Reformation. Graz: Ulrich Moser, 1910